# Gino Udina
Gino Udina (Milano, 1970) è un fumettista italiano.
Nel 1993 ha creato e sceneggiato Demon Hunter, la saga di un ispettore di polizia newyorkese in grado di trasformarsi in un cacciatore di demoni, per la Xenia Edizioni. Dopo la chiusura della serie, avvenuta nel 1996, Udina passerà a collaborare con la Sergio Bonelli Editore, scrivendo storie per Martin Mystère e Nathan Never.
Nel 2002 crea insieme a Fabio Bono la serie Tao per il Messaggero dei Ragazzi di Padova.
Nel 2012 insieme a Salvatore Improda realizza Tigre Blanc, un polar ambientato nel mondo dell'Organizatsya, la mafia russa, per la casa editrice francese Editions Physalis.
Ha inoltre avuto una breve parentesi come sceneggiatore cinematografico con l'horror Hellinger per la Troma di New York nel 1997.
Nel 2016 è tra i fondatori della casa di produzione Comics Wall Studio, per la quale realizza "Drinah's Gate" insieme a Tony Vinceconti e Debora Scarico.